# If (니시노 카나의 노래)
〈if〉(이프)는 일본의 여성 가수 니시노 카나의 11번째 싱글로, 2010년 8월 4일에 SME 레코드에서 발매되었다. 전작 〈보고 싶어서 보고 싶어서〉에서 약 3개월 만의 싱글이며, 표제곡 〈if〉는 《나루토 질풍전 극장판: 더 로스트 타워》의 주제곡으로도 사용되었다.

## 수록곡
| #            | 제목              | 재생 시간 |
| ------------ | ----------------- | --------- |
| 1.           | 〈if〉            | 4:41      |
| 2.           | 〈I'll be there〉 | 3:44      |
| 3.           | 〈Beautiful〉     | 4:33      |
| 총 재생 시간 | 총 재생 시간      | 12:58     |